# PUMA (белок)
PUMA (англ. p53 upregulated modulator of apoptosis) — про-апоптотический протеин из семейства Bcl-2.

## Структура
PUMA входит в семейство регуляторных белков Bcl-2, подсемейство только-BH3. Данное подсемейство характеризуется наличием у протеинов одного домена BH3, который необходим для взаимодействия с другими протеинами семейства, такими как Bcl-2 и Bcl-xL. Митохондриальная локализация PUMA обусловлена наличием гидрофобного домена в С-терминальной части протеина.

## Функции
Биохимические исследования показали, что PUMA образует комплекс с антиапоптотическими протеинами семейства Bcl-2 такими как Bcl-xL, Bcl-2, Mcl-1, Bcl-w и A1. Образование комплекса ингибирует их взаимодействие с проапоптотическими белками Bax и Bak. Последние способны к транслокации в митохондрии где они взаимодействуют с потенциал-зависимыми анионными каналами, увеличивая их проводимость, и соответственно меняя мембранный потенциал. Изменения мембранного потенциала митохондрий приводит к высвобождению митохондриальных апоптогенов, таких как Цитохром c, SMAC, AIF, и запуску каспазного каскада, что в конечном итоге вызывает клеточную гибель.

## Активация
В большинстве случаев, процесс PUMA-индуцированного апоптоза регулируется на уровне транскрипции при помощи транскрипционного фактора p53. В свою очередь, активация р53 может быть вызвана различными факторами, например, понижением уровня глюкозы или повреждениями ДНК.